# Fausto Giannecchini
Fausto Cisoto Giannecchini, o Fausto (São Paulo, 11 de dezembro de 1951) é um ex-jogador de basquete Brasileiro que integrou a seleção brasileira  e participou do Campeonato Mundial de 1978, última grande campanha do basquete masculino em grandes eventos. O armador atuou entre 1970 e 1992, fazendo história com as camisas de Franca, Sírio e Vila Nova. 
Ao todo, foram incríveis sete títulos brasileiros (1971, 1973, 1974, 1975, 1980, 1981 e 1983). Está entre os maiores armadores do basquete brasileiro, além de estar empatado com Marcelinho Machado nos atletas com mais títulos nacionais. Fausto também brilhou com a Seleção Brasileira, faturando três edições do Sul-Americano (1973, 1977 e 1983), além do bronze no Mundial de 1978.
Clubes
Fausto Giannecchini é uma lenda do basquete brasileiro pelo número de títulos conquistados por clubes. Começou no basquete na base do Franca, tendo conquistado o nacional em 1971 e o Paulista de 1973. Depois fez parte do time do Vila Nova, de Goiás, e ganhou o brasileiro de 1973.
Em 1974 voltou a Capital do Basquete e ganhou praticamente tudo. Levou o Brasileiro e Sul-Americano de Clubes. 1975 foi um ano épico: a tríplice coroa! Faturaram Paulista, Brasileiro e Sul-Americano. Em seguida veio uma dobradinha estadual (1976 e 1977), sendo tricampeões consecutivos.
Em 1977 foi, pela terceira vez, campeão Sul-Americano de Clubes. Outra dobradinha de relevância foi no Brasileiro: 1980 e 1981. Em 1980 fechou seu ciclo em Sul-Americanos pelo Franca, sendo campeão pela quarta vez. Por fim, foi para o Sírio, garantindo o Brasileiro de 1983 e o Sul-Americano de 1984.
Fausto é tio do ator Reynaldo Gianecchini e pai do também jogador de basquete Ricardo Giannecchini.

## Títulos

### Seleção Brasileira
- Campeonato Sul-Americano: 3 vezes (1973, 1977 e 1983)

### Franca
- Campeonato Sul-Americano de Clubes: 4 vezes (1974, 1975, 1977 e 1980)
- Campeonato Brasileiro: 5 vezes (1971, 1974, 1975, 1980 e 1981)
- Campeonato Paulista: 4 vezes (1973, 1975, 1976 e 1977)

### Vila Nova
- Campeonato Brasileiro: 1 vez (1973)

### Sírio
- Campeonato Sul-Americano de Clubes: 1 vez (1984)
- Campeonato Brasileiro: 1 vez (1983)